# Parananochromis axelrodi
Parananochromis axelrodi är en fiskart som beskrevs av Anton Lamboj och Melanie L. J. Stiassny 2003. Parananochromis axelrodi ingår i släktet Parananochromis och familjen Cichlidae. IUCN kategoriserar arten globalt som starkt hotad. Inga underarter finns listade i Catalogue of Life.